# Dan-Kassari
Dan-Kassari este o comună rurală din departamentul Dogondoutchi, regiunea Dosso, Niger, cu o populație de 53.967 de locuitori (2001).